# Alexis de Chateauneuf
Alexis de Chateauneuf (Amburgo, 18 febbraio 1799 – Amburgo, 31 dicembre 1853) è stato un architetto e urbanista tedesco.

## Biografia

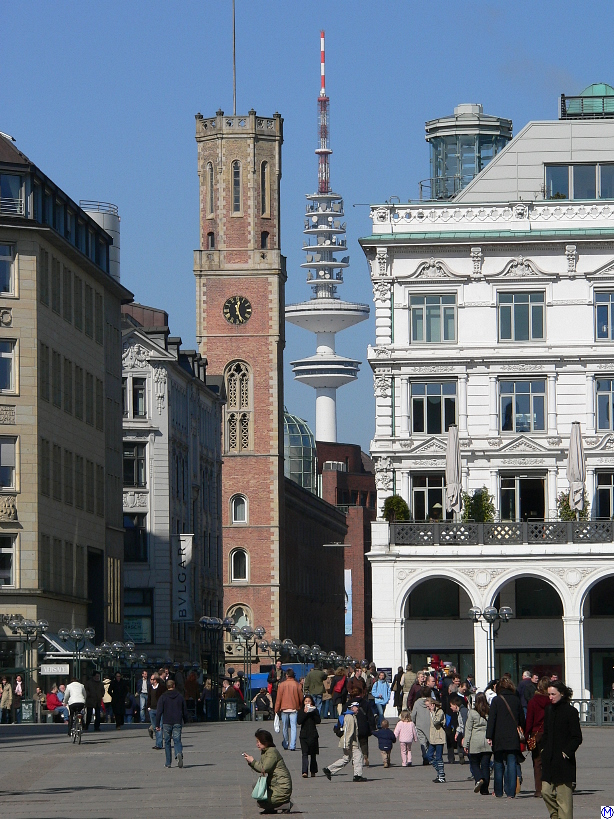
Antica Posta e Alsterarkaden

Dopo l'apprendistato come carpentiere, il figlio dell'emigrato francese Pierre Basile François Delespine de Chateauneuf (1750–1799) e di Marie Elisabeth Schniebes, figlia del tipografo Gottlieb Friedrich Schniebes (1743–1818), iniziò nel 1818 gli studi a Parigi, che dopo poco tempo proseguì a Karlsruhe presso Friedrich Weinbrenner. Seguirono viaggi in Italia e in Grecia. Fu soprattutto il soggiorno italiano ad avere effetti duraturi sulle sue opere (occorre citare in proposito gli odierni "Antica Posta" e le Arcate dell'Alster di Amburgo).
Dopo il suo rientro nel 1821, si stabilì come architetto in Amburgo.

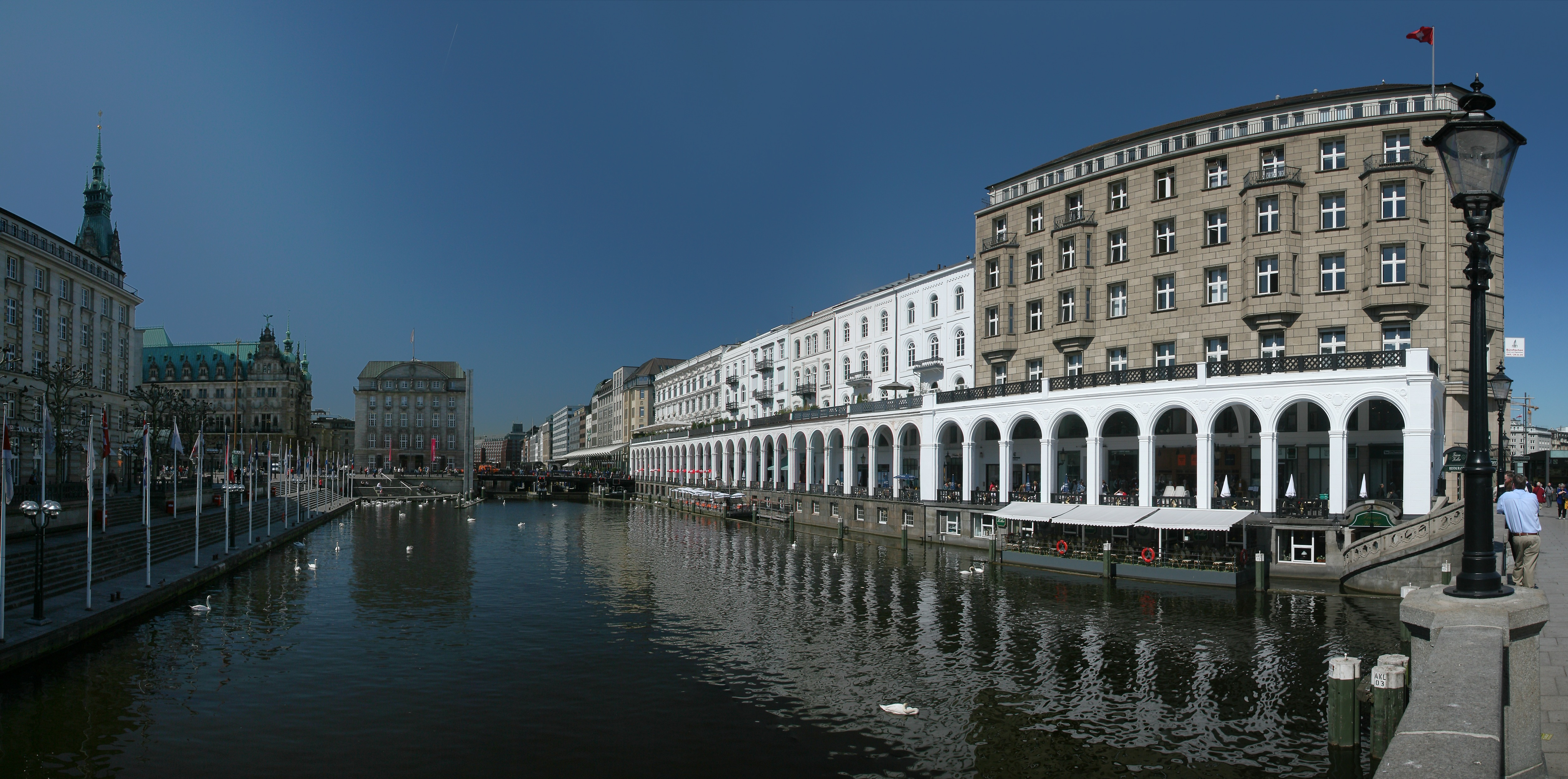
Alsterarkaden

È considerato un pioniere del restauro dell'architettura in laterizio ad Amburgo. 
Gli edifici residenziali del 1826 da lui realizzati in mattoni faccia a vista per il senatore Martin Hieronymus Hudtwalcker nell'ABC-Straße furono accolti con stupore: a quei tempi era usuale intonacare le facciate esterne delle case e lasciare i lati sui lungo-fiume grezzi. Solo con la costruzione di una casa di campagna per la famiglia Sieveking ad Hamburg-Hamm (in collaborazione con il pittore Erwin Speckter) e quella per August Abendroth sulla nuova Jungfernstieg, venne riconosciuto il suo talento.
Un pubblico impiego nel Consiglio edilizio gli rimase però precluso.
Egli preparò numerosi progetti, così per la costruzione del Johanneums, sulla piazza del duomo (1827), che tra gli altri furono altamente lodati da Schinkel, ma che non vennero mai realizzati, poiché il presidente del Consiglio edilizio, Carl Ludwig Wimmel, impedì la costruzione in favore di un proprio progetto. Al suo progetto deve essere ricondotta la costruzione del palazzo delle poste sul Neuen Wall, il cui portale fu trasferito al Nagelsweg ove si trova sotto la Protezione dei beni culturali.
Per la Borsa di Amburgo egli predispose nel 1838 il progetto di una costruzione in mattoni, che però non venne mai realizzata. Negli anni 1838/39 egli visse per breve tempo a Londra, ove presentò un progetto per la Borsa locale, giungendo secondo nella gara di aggiudicazione. Dopo il suo ritorno creò nel quartiere di San Giorgio di Amburgo l'Amalienstift.

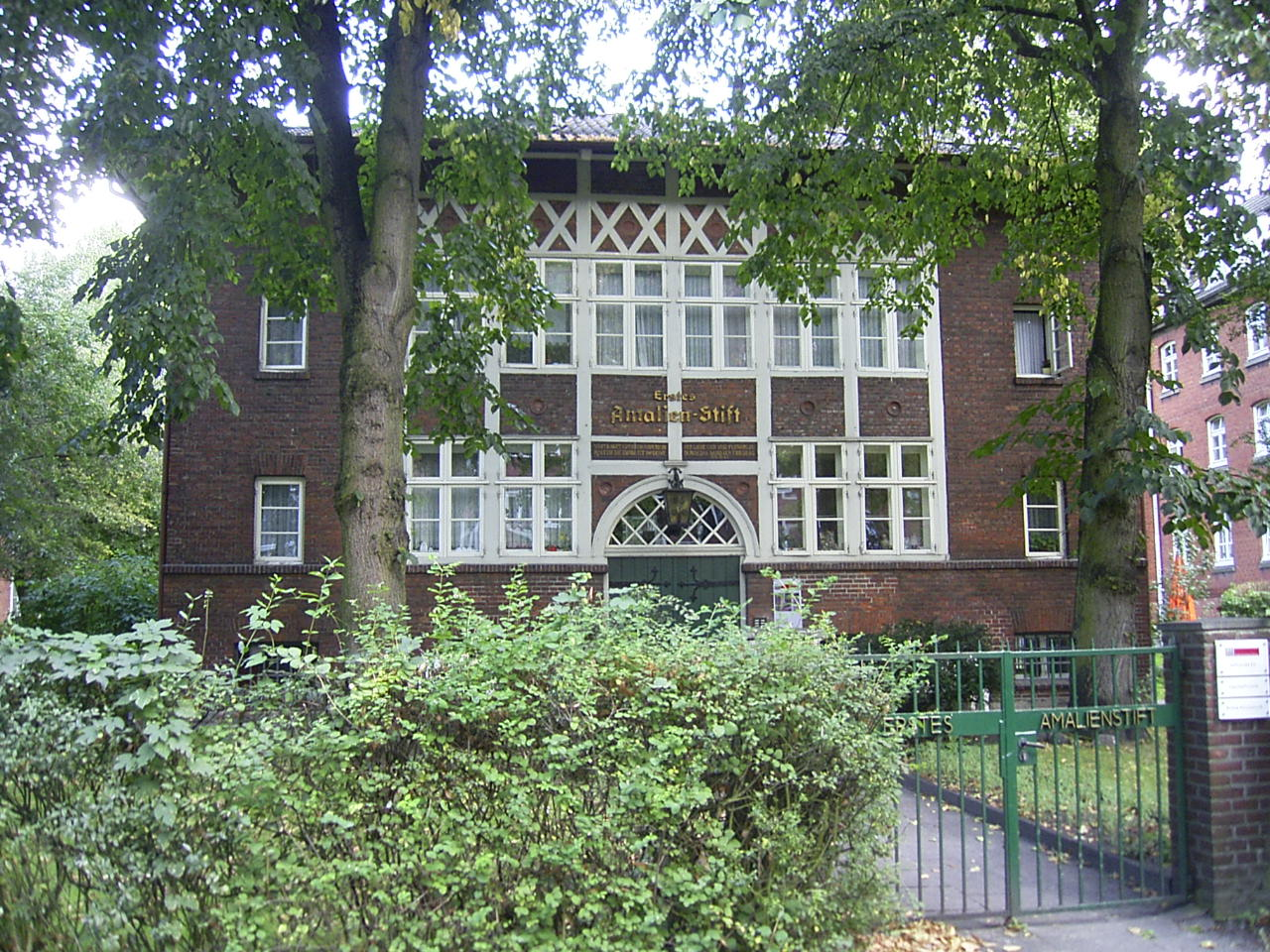
Amalienstift in St. Georg

Dopo il grande incendio del 1842, egli preparò un piano di ricostruzione del futuro municipio, del quale furono realizzate in effetti solo le Alsterarkaden.
La ricostruzione della chiesa di San Pietro dopo la sua quasi totale distruzione (ne rimasero solo parti del muro esterno settentrionale) seguì il suo progetto.
In mattoni egli costruì la stazione di Bergedorf, la sede della filiale per il mercante Schemmann e la prima stazione di Amburgo della linea ferroviaria Berlino-Amburgo.
Dal 1847 al 1850 trasferì la sua attività a Christiania (oggi Oslo) in Norvegia, patria della sua consorte, Caspara Møller. Qui operò con altri alla ricostruzione della Kreuzkirche. Poco prima della sua morte tornò ad Amburgo.
È sepolto nel cimitero di Ohlsdorf, nella zona dell'Althamburgischen Gedächtnisfriedhofs.

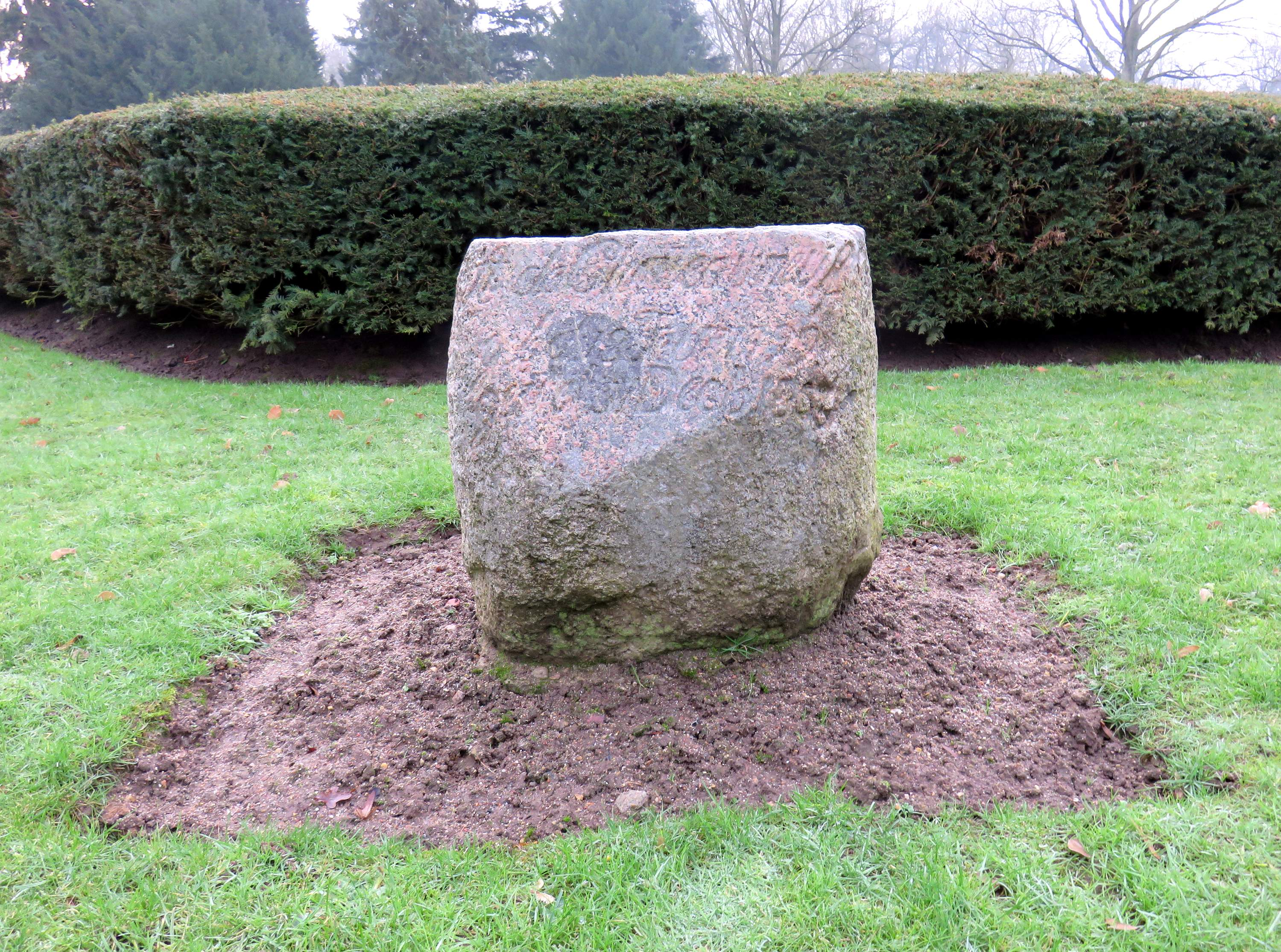
Tomba Althamburgischer Gedächtnisfriedhof

## Eredità
Fritz Schumacher, che ancora poté studiare l'eredità di Chateauneuf, definisce le sue opere come "il più grande risultato artistico di Amburgo nel XIX secolo".
Hermann Hipp vide in Chateauneuf l'architetto che in Amburgo ha rivalutato il mattone grezzo. Alla fine del XVIII secolo era divenuta una moda, munire di intonaco esterno gli edifici.
Alcuni dei suoi edifici di Amburgo ebbero sulle facciate mattoni a vista, fatto che all'inizio fu oggetto di discussioni e controversie. Nel 1836, per sua iniziativa, ci fu da parte della Compagnia Patriottica del 1765 una gara per migliorare la uniforme qualità dei mattoni, dato che egli non era pubblicamente soddisfatto della pietra.

## Altre opere
- 1825: Ricostruzione delle Herrenhaus di Gut Sierhagen
- 1832–1836: Palazzo cittadino di August Abendroth, Neuer Jungfernstieg 16 / Große Theaterstraße. L'edificio fu demolito nel 1905, ma alcune parti si trovano nel Museo dell'Arte e dell'Artigianato di Amburgo
- 1837: Dimora estiva per Carl August Friedrich Buchholz, Eschenburgstraße 39, Lubecca
- 1842: Kleine Alster, con scalinata
- 1842: Alter Bahnhof Bergedorf
- 1842–1843: Residenza di Nicolaus Hudtwalcker, Hermannstraße 14
- verso il 1850: Filiale per Daniel Schutte nella Ferdinandstraße 63 in Amburgo[4]
- 1850–1858: Chiesa della Santissima Trinità in Akersgata 60 a Oslo; terminata da Wilhelm von Hanno[5]

## Riconoscimenti
La Chateauneufstraße nel quartiere Hamm di Amburgo ne porta in suo onore il nome.
Dal 1999 è istituita la Medaglia Chateauneuf, assegnata a persone o istituzioni che si sono distinte per costruzioni e progetti urbani.

## Scritti
- Architectura domestica. Londra, Ackermann & Co.; Parigi, Brockhaus & Avenarius; Amburgo, Meissener, 1839 2°.

## Mostre (selezione)
- 2019: Hamburger Schule – Das 19. Jahrhundert neu entdeckt (Il XIX secolo riscoperto, dal 12 aprile al 14 luglio), Hamburger Kunsthalle